# 热振·洛追嘉措赤烈伦珠
热振·洛追嘉措赤烈伦珠（藏語：བློ་གྲོས་རྒྱ་མཚོ་འཕྲིན་ལས་ལྷུན་གྲུབ་，威利转写：blo gros rgya mtsho 'phrin las lhun grub；1997年10月13日—）原俗名索朗平措（藏語：བསོད་ནམས་ཕུན་ཚོགས་，威利转写：bsod nams phun tshogs），藏族，西藏那曲地区嘉黎县阿札乡（今阿扎镇）人，第七世热振活佛（世数的说明见热振活佛）。

## 生平
索朗平措生于嘉黎县牧区的一个牧民家庭。1997年，热振·单增晋美土多旺秋活佛圆寂后，西藏自治区人民政府及拉萨市人民政府尊重藏传佛教的教规，组成了转世灵童寻访领导班子以及有高僧参加的寻访顾问班子，开展了热振活佛转世灵童的寻访工作。经过一年多的寻访，确认索朗平措为转世灵童。此后，通过报请国家宗教事务局同意，经西藏自治区人民政府批准，索朗平措继任为第七世热振活佛，于2000年1月16日在拉萨大昭寺释迦牟尼像前举行了传承、剃度仪式，于2000年7月14日在热振寺举行坐床典礼。在印度的达赖的发言人则表示，由于未经达赖批准，第七世热振活佛不具有任何合法性。当时达赖方面和中华人民共和国政府方面正因为噶玛巴出走而相互指责，关系陷于低潮。
2010年6月6日，热振·洛追嘉措赤烈伦珠在热振寺接待了前来热振寺朝拜的中国佛教协会副会长班禅额尔德尼·确吉杰布。
2013年，他出任政协第十届西藏自治区委员会委员，属于宗教界别，成为该届政协年龄最小的委员。